# Anne Möllinger
Anne Cibis-Möllinger (Worms, 27 september 1985) is een Duitse atlete, die is gespecialiseerd in de sprint. Bij internationale wedstrijden komt ze met name uit als estafetteloopster op de 4 x 100 m estafette. Ze werd eenmaal Europees kampioene in deze discipline. Ook nam ze tweemaal deel aan de Olympische Spelen, maar won hierbij geen medailles.

## Biografie
Haar internationale doorbraak beleefde Möllinger in 2005 door op de Europese kampioenschappen voor U23-atleten een zilveren medaille te winnen op de 4 x 100 m estafette. Met haar teamgenotes Karoline Köhler, Verena Sailer en Johanna Kedzierski finishte ze in 44,89 s achter de Franse ploeg, die in 44,22 over de finish kwam. 
Op de Olympische Spelen van 2008 in Peking kwam Möllinger met haar teamgenotes Verena Sailer, Cathleen Tschirch en Marion Wagner  uit op de 4 x 100 m estafette. Met een tijd van 43,28 moesten ze genoegen nemen met een vijfde plaats. De finale werd gewonnen door de Russische estafetteploeg, die in 42,31 finishte. Een jaar later werd ze bij de wereldkampioenschappen in Peking op de 4 x 100 m estafette derde.
Haar grootste prestatie boekte Anne Möllinger in 2012 door samen met Leena Günther, Tatjana Pinto en Verena Sailer Europees kampioene te worden op de 4 x 100 m estafette. Later dat jaar nam ze op hetzelfde onderdeel en met hetzelfde team ook deel aan de Olympische Spelen van Londen en moest toen genoegen nemen met een vijfde plaats.
Sinds haar huwelijk in 2012 draagt ze de naam Anne Cibis.
Cibis-Möllinger was aangesloten bij MTG Mannheim.

## Titels
- Europees kampioene 4 x 100 m - 2012
- Duits indoorkampioene 200 m - 2009, 2010

## Persoonlijke records
Outdoor
| Onderdeel | Prestatie | Datum        | Plaats      |
| --------- | --------- | ------------ | ----------- |
| 100 m     | 11,17     | 27 juli 2012 | Weinheim    |
| 200 m     | 23,15     | 28 mei 2012  | Straatsburg |

Indoor
| Onderdeel | Prestatie | Datum            | Plaats    |
| --------- | --------- | ---------------- | --------- |
| 60 m      | 7,32      | 27 februari 2010 | Karlsruhe |
| 200 m     | 23,38     | 26 februari 2012 | Karlsruhe |

## Palmares

### 200 m
- 2009:  Duitse indoorkamp. - 23,51 s
- 2010:  Duitse indoorkamp. - 23,52 s
- 2012: 7e EK - 11,54 s

### 4 x 100 m
- 2005:  EK U23 - 44,89 s
- 2007:  EK U23 - 43,75 s
- 2008: 5e OS - 43,28 s
- 2009:  EK team - 43,57 s
- 2009:  WK - 42,87 s
- 2012:  EK - 42,51 s
- 2012: 5e OS - 42,67 s